# Rái cá sông Nam Mỹ
Rái cá sông Nam Mỹ hay rái cá sông phương nam (danh pháp hai phần: Lontra provocax) là một loài động vật có vú trong họ Chồn, bộ Ăn thịt. Loài này được Thomas mô tả năm 1908.